# Zonitis surinamensis
Zonitis surinamensis es una especie de coleóptero de la familia Meloidae.

## Distribución geográfica
Habita en Surinam.